# Принцип на удоволствието
Принцип на удоволствието – неудоволствието – Постулат, според който дейността има за крайна цел търсене на удоволствието и избягване на неудоволствието. Всяко напрежение, което нарушава равновесието на организма е мъчително. Когато определена потребност стане осезателна, ние сме принудени да търсим в обкръжаващата ни среда обекта, който е в състояние да я удовлетвори. Нагоните тръгват по най-късия път, но когато той е непроходим (несъществуващ или забранен обект), те използват обходни пътища, които да ги доведат до желаното удоволствие. Сънищата и фантазмите представляват два от тези пътища.